# Rosalio José Castillo Lara
Rosalio José Castillo Lara S.D.B. JCD (Caracas, 4 de setembre de 1922 – 16 d'octubre de 2007) va ser un cardenal veneçolà de l'Església Catòlica.

## Biografia
Rosalio José Castillo Lara va néixer a Güiripa, a l'estat d'Aragua el 4 de setembre de 1922, fill de Rosalio Castillo Hernández i Guillermina Lara Peña de Castillo, sent el tercer de set fills. El 1940 ingressà als salesians. Va estudiar als col·legis salesians Don Bosco de València i Liceo San José de Los Teques. Va realitzar els seus estudis de filosofia i teologia a Colòmbia. La seva ordenació presbiteral va tenir lloc el 4 de setembre de 1940 a mans del seu oncle, Lucas Guillermo Castillo Hernández, desè arquebisbe de Caracas.
El 1950 va anar a Itàlia per estudiar dret canònic a la Universitat Salesiana de Torí. El setembre del 1954 va ser nomenat professor de la facultat de dret canònic, primer a Torí (fins a 1957) i després a Roma (fins a 1965). Entre 1966 i 1967 va ser Inspector dels salesians a Veneçuela. Va ser nomenat bisbe de Precausa el 26 de març de 1973 i bisbe coadjutor amb dret a successió, de la diòcesi de Trujillo. Va ser consagrat bisbe pel cardenl José Humberto Quintero el 24 de maig de 1973 i promogut arquebisbe el 26 de maig de 1982. El papa Joan Pau II el creà cardenal durant el consistori del 25 de maig de 1985, amb el títol de Cardenal prevere de Nostra Signora di Coromoto in San Giovanni di Dio.
Va ser nomenat president de l'Administració del Patrimoni de la Seu Apostòlica el 31 d'octubre de 1990. A més va ser nomenat President de la Comissió Pontifícia per a l'estat de la Ciutat del Vaticà. El cardenal Castillo Lara també va ser membre de la comissió supervisora de cardenals de l'Institut per a les Obres de Religió, el banc del Vaticà. Va ser membre corresponent estranger de l'Acadèmia Nacional de la Història a Caracas. Va escriure les biografies de Padre Isaías Ojeda, S.D.B., el seu antic mestre al Liceo San José de Los Teques, i del seu oncle, l'arquebisbe Lucas Guillermo Castillo Hernández.
Va morir a Caracas el 16 d'octubre de 2007, als 85 anys.

## Relacions amb el govern d'Hugo Chávez
Castillo Lara va ser una de les figures eclesiàstiques opositores al govern d'Hugo Chávez. El 2006, durant la missa, a l'homilia el cardenal invocà a resar «amb fervor a la Verge Maria perquè salvi Veneçuela. Estem vivint una greu situació, com ja fa algun temps a la nostra història», tot i els crits de la feligresia que demanaven que volien missa i no pas un discurs polític. Castillo Lara havia acusat en repetides ocasions un creixent autoritarisme de Chávez. Pel seu costat, Chávez el qualificà «d'hipòcrita, bandit i diable amb sotana»
No va assistir cap membre del govern veneçolà a les exèquies del cardenal Castillo.